# 101 dalmatyńczyków (serial animowany)
101 dalmatyńczyków (ang. Disney’s 101 Dalmatians: The Series) – amerykański serial animowany. Składa się z 65 odcinków po 22 min (niektóre dzielone są na dwa krótsze po 11 min). Obecnie serial jest emitowany na stacji TV4.
Serial powstał na podstawie filmu z 1961 roku – 101 dalmatyńczyków.
W 2003 roku powstał drugi film – 101 dalmatyńczyków II: Londyńska przygoda.

## Fabuła
Serial opowiada o dalszych losach Roberta i Anity – właścicieli 101 dalmatyńczyków. Państwo Dearly postanawiają przeprowadzić się na wieś. Ich hodowla psów jest za duża i  mieszkanie z psami w tak małym domu w centrum Londynu zaczyna być męczące. Dzielnie we wszystkich obowiązkach pomaga im Niania, ale jednak brak wystarczającej ilości miejsca robi swoje. Niestety przeprowadzka wcale nie podoba się głównym bohaterom, którymi są szczeniaki – Szczęściarz, Klusek oraz Kropka. Z czasem do paczki dołącza także szalona kura Spot. Szczeniaki z biegiem czasu przyzwyczajają się do nowego domu i życia na farmie. Niestety jednak to szczęśliwe życie systematycznie uprzykrza im Cruella de Mon (oraz jej podwładni – Nochal i Baryła), która za wszelką cenę chce odebrać posiadłość Robertowi i Anicie. Farma ta bowiem znajduje się tuż koło zamku, w którym mieszka.

## Obsada głosowa
- Pamela Adlon – Szczęściarz
- Kath Soucie –
  - Kropka,
  - Klusek,
  - Anita Dearly
- Tara Charendoff – Szpilka
- April Winchell – Cruella de Mon
- Michael McKean – Nochal
- David L. Lander – Baryła
- Jim Cummings –
  - Ed,
  - Pułkownik
- Jeff Bennett –
  - Roger Dearly,
  - Pac,
  - Szczur,
  - Sierżant Tibbs
- Frank Welker –
  - Piorun,
  - Kapitan,
  - Cwaniak,
  - Cydne
- Charlotte Rae – Niania
- Pam Dawber –
  - Czika,
  - Dwubarwka
- Kevin Schon – Pongo
- Danny Cooksey – Mooch
- Lane Toran – Łapcio

## Wersja polska
Wersja polska:
- Start International Polska (odc. 1-3, 7-8, 10-24, 26, 28-29, 31),
- Master Film (odc. 33-36, 40, 42, 44, 49, 53-54, 56, 58, 60, 62)

Reżyseria:
- Paweł Galia (odc. 1-3, 7-8, 10-24, 26, 28-29, 31),
- Paweł Leśniak (odc. 33-36, 40, 42, 49, 53-54, 56, 58, 60, 62),
- Rafał Sabara (odc. 44)

Dialogi polskie:
- Barbara Robaczewska (odc. 1-2, 10-11, 21, 24),
- Agnieszka Zwolińska (odc. 3, 17),
- Magdalena Dwojak (odc. 7-8, 12-13, 15-16),
- Bartosz Wierzbięta (odc. 14, 20, 22-23, 26, 28-29, 31),
- Joanna Serafińska (odc. 18),
- Krystyna Skibińska-Subocz (odc. 19),
- Oliwia Rogalska (odc. 33-36, 40, 42, 44, 49, 53-54, 56, 58, 60, 62)

Tekst piosenki: Marek Robaczewski

Dźwięk:
- Elżbieta Chojnowska i Jerzy Wierciński (odc. 1-2),
- Janusz Tokarzewski (odc. 3, 7-8, 10-24, 26, 28-29, 31),
- Magdalena Pogorzelska (odc. 33-36, 40, 42, 44, 49, 53-54, 56, 58, 60, 62),
- Elżbieta Mikuś (odc. 33-36, 40, 44, 49, 53-54, 56, 58, 60),
- Jakub Lenarczyk (odc. 42, 62)

Montaż:
- Elżbieta Chojnowska i Jerzy Wierciński (odc. 1-2),
- Janusz Tokarzewski (odc. 3, 7-8, 10-24, 26, 28-29, 31),
- Paweł Siwiec (odc. 33-36, 42, 49, 53-54, 56, 58, 62),
- Gabriela Turant-Wiśniewska (odc. 40, 60),
- Krzysztof Podolski (odc. 44)

Kierownictwo muzyczne: Agnieszka Piotrowska

Kierownik produkcji:
- Elżbieta Araszkiewicz(inne języki) (odc. 1-3, 7-8, 10-21),
- Paweł Araszkiewicz (odc. 22-24, 26, 28-29, 31),
- Romuald Cieślak (odc. 33-36, 40, 42, 44, 49, 53-54, 56, 58, 60, 62)

W wersji polskiej udział wzięli:
- Artur Kaczmarski – Roger Dearly
- Krystyna Królówna – Cruella de Mon
- Joanna Jabłczyńska – Kropka
- Mieczysław Morański – Baryła
- Ryszard Nawrocki – Nochal
- Jakub Molęda – Klusek (odc. 1-3, 7-8, 10-24, 26, 28-29, 31)
- Elżbieta Bednarek – Szpilka
- Lucyna Malec – Parówka
- Zbigniew Suszyński – Pat
- Adam Pluciński – Szczęściarz (odc. 1-3, 7-8, 10-24, 26, 28-29, 31)
- Robert Konecki – Szczęściarz (odc. 33-36, 40, 42, 44, 49, 53-54, 56, 58, 60, 62)
- Kasper Garlicki – Klusek (odc. 33-36, 40, 42, 44, 49, 53-54, 56, 58, 60, 62)
- Tomasz Bednarek – Pongo
- Joanna Jeżewska – Czika
- Jacek Braciak – Szczur
- Dariusz Odija
- Jacek Kopczyński
- Jan Kulczycki
- Adam Pluciński
- Włodzimierz Bednarski
- Agata Gawrońska
- Tomasz Marzecki
- Andrzej Tomecki
- Mikołaj Müller
- Małgorzata Drozd
- Joanna Jędryka
- Henryk Łapiński
- Robert Tondera
- Adam Bauman
- Ewa Serwa
- Zbigniew Konopka
- Paweł Galia
- Jerzy Molga
- Wojciech Paszkowski
- Andrzej Blumenfeld
- Paweł Szczesny
- Elżbieta Gaertner
- Ewa Domańska
- Magdalena Krylik
- Robert Czebotar

i inni
Śpiewał: Jacek Kawalec
Lektor: Jacek Brzostyński

## Spis odcinków
| Nr             | Polski tytuł                                                    | Angielski tytuł                                     |
| -------------- | --------------------------------------------------------------- | --------------------------------------------------- |
|                |                                                                 |                                                     |
| SERIA PIERWSZA |                                                                 |                                                     |
|                |                                                                 |                                                     |
| 01             | Wszędzie dobrze, ale w domu najlepiej                           | Home is Where the Bark Is                           |
|                |                                                                 |                                                     |
| 02             |                                                                 | He Followed Me Home                                 |
| 02             | Love 'Em and Flea 'Em                                           |                                                     |
|                |                                                                 |                                                     |
| 03             | Dzień próby                                                     | Howl Noon                                           |
| 03             | Niewinne kłamstewko                                             | Easy on the Lies                                    |
|                |                                                                 |                                                     |
| 04             | Do fortuny trzeba dwojga                                        | Two for the Show                                    |
| 04             | Gracz Fair-play                                                 | An Officer and a Gentledog                          |
|                |                                                                 |                                                     |
| 05             | Zły do szpiku kości                                             | Bad to the Bone                                     |
| 05             | Cruella – swojska dziewczyna                                    | Southern Fried Cruella                              |
|                |                                                                 |                                                     |
| 06             | Świńskie zaloty                                                 | Swine Song                                          |
| 06             | Uwaga na spadające gwiazdy                                      | Watch for Falling Idols                             |
|                |                                                                 |                                                     |
| 07             | Cena sławy                                                      | The High Price of Fame                              |
| 07             | Wielka kocia inwazja                                            | The Great Cat Invasion                              |
|                |                                                                 |                                                     |
| 08             | Pociąg do interesów                                             | No Train, No Gain                                   |
|                |                                                                 |                                                     |
| 09             | Jajcarska przygoda Kluska                                       | Rolly's Egg-Celent Adventure                        |
| 09             | W pogoni za Ćwirką                                              | Wild Chick Chase                                    |
|                |                                                                 |                                                     |
| 10             | Rodzinna psielanka                                              | The Dogs of De Vil                                  |
| 10             | Pieska przyjaźń                                                 | Dog's Best Friend                                   |
|                |                                                                 |                                                     |
| 11             | Wigilijna opowieść Cruelli                                      | A Christmas Cruella                                 |
|                |                                                                 |                                                     |
| 12             | Kosmiczny odlot                                                 | Out to Launch                                       |
| 12             | Fałszywy prorok                                                 | Prophet and Loss                                    |
|                |                                                                 |                                                     |
| 13             | Ściśle tajna dyskietka                                          | You Slipped a Disk                                  |
| 13             | I co wy na to?                                                  | Chow About That?                                    |
|                |                                                                 |                                                     |
| 14             | Ja Wam pogonię królika                                          | Tic Track Toe                                       |
| 14             | Kto pod kim dołki kopie                                         | Lucky All-Star                                      |
|                |                                                                 |                                                     |
| 15             | Zaszczekaj to jeszcze raz                                       | Shake, Rattle, and Woof                             |
| 15             | Kropka za kratkami                                              | Cadpig Behind Bars                                  |
|                |                                                                 |                                                     |
| 16             | Symulantka                                                      | Leisure Lawsuit                                     |
| 16             | Złowrogi miałkot kota                                           | Purred It Through the Grapevine                     |
|                |                                                                 |                                                     |
| 17             | Nasza własna kryjówka                                           | Our Own Digs                                        |
| 17             | Gęsia skórka                                                    | Goose Pimples (Goose Pamples)                       |
|                |                                                                 |                                                     |
| 18             |                                                                 | Two Faces of Anita                                  |
|                |                                                                 |                                                     |
| 19             | Grzybobranie                                                    | The Fungus Among Us                                 |
|                |                                                                 |                                                     |
| 20             | Sklepowe potyczki                                               | Market Mayham                                       |
| 20             | Samotny jak pies                                                | Lucky to be Alone                                   |
|                |                                                                 |                                                     |
| 21             | Wszystko dobre co się jakoś kończy                              | Four Stories Up                                     |
|                |                                                                 |                                                     |
| 22             | Grząski teren                                                   | It's a Swamp Thing                                  |
| 22             | Klusek w całkiem nowym sosie                                    | Roll Out the Pork Barrel                            |
|                |                                                                 |                                                     |
| 23             | Żyła sobie kura                                                 | Alive N' Chicken                                    |
| 23             | Prima piesek                                                    | Prima Doggy                                         |
|                |                                                                 |                                                     |
| 24             | Dziś są Wasze urodziny                                          | You Say It's Your Birthday                          |
|                |                                                                 |                                                     |
| 25             |                                                                 | Barnboozled                                         |
| 25             | Niebieskim szlakiem zbrodni                                     | Oozy Does It                                        |
|                |                                                                 |                                                     |
| 26             | Sto jeden gruszek na wierzbie                                   | Citizen Canine                                      |
|                |                                                                 |                                                     |
| 27             | Szeregowiec Szpilka                                             | Full Metal Pullet                                   |
| 27             | Znalezione, niekradzione                                        | Dough the Right Thing                               |
|                |                                                                 |                                                     |
| 28             | Pieski interes                                                  | Frisky Business                                     |
| 28             | Kadet miesiąca                                                  | Cadet of the Month                                  |
|                |                                                                 |                                                     |
| 29             | Szalentynki                                                     | Valentine Daze                                      |
|                |                                                                 |                                                     |
| 30             | Szczęśliwy numer                                                | Close But No Cigar                                  |
| 30             | Kosmiczne psy                                                   | Invasion of the Doggy Snatchers                     |
|                |                                                                 |                                                     |
| 31             | Wykrywacze dymu                                                 | Smoke Detectors                                     |
| 31             | Wara od homara                                                  | Lobster Tale                                        |
|                |                                                                 |                                                     |
| 32             | Udowodnij, że się nie boisz                                     | Double Dog Dare                                     |
| 32             | Przesuń się trochę                                              | Mooove It On Over                                   |
|                |                                                                 |                                                     |
| 33             | Rozbitkowie                                                     | Shipwrecked                                         |
|                |                                                                 |                                                     |
| 34             | Pies pierwszej damy                                             | Mall Pups                                           |
|                |                                                                 |                                                     |
| 35             | Łapać Rudasa                                                    | Shrewzle Watch                                      |
| 35             | Wdzięczna do końca życia                                        | The Life You Save                                   |
|                |                                                                 |                                                     |
| 36             | Zastrzyk odwagi                                                 | Spots and Shots                                     |
| 36             | Beczący Rambo                                                   | On the Lamb                                         |
|                |                                                                 |                                                     |
| 37             | Skarb z bagnistej wyspy                                         | Treasure of Swamp Island                            |
| 37             | Pogromcy termitów                                               | Lord of the Termites                                |
|                |                                                                 |                                                     |
| 38             | Źródło młodości                                                 | Fountain of Youth                                   |
| 38             | Niespodziewana zamiana miejsc                                   | Walk a Mile in my Tracks                            |
|                |                                                                 |                                                     |
| 39             | Świat Cruelli                                                   | Cruella World                                       |
|                |                                                                 |                                                     |
| 40             | Maskotka załogi                                                 | Hail to the Chief                                   |
| 40             | Jedz ile dusza zapragnie                                        | Food for Thought                                    |
|                |                                                                 |                                                     |
| 41             | Kurczak Maltański                                               | The Maltese Chicken                                 |
|                |                                                                 |                                                     |
| 42             | Filmowe fatum                                                   | Film Fatale                                         |
| 42             | Kura na schwał                                                  | My Fair Chicken                                     |
|                |                                                                 |                                                     |
| 43             | Szkoła przetrwania                                              | Snow Bounders                                       |
| 43             | Żuć albo nie żuć                                                | Gnaw or Never                                       |
|                |                                                                 |                                                     |
| 44             | Niezłe ziółko                                                   | Poison Ivy                                          |
| 44             | Dwanaście gniewnych piesków                                     | Twelve Angry Pups                                   |
|                |                                                                 |                                                     |
| 45             | Ni pies, ni kura                                                | The Good-bye Chick                                  |
|                |                                                                 |                                                     |
| 46             | Cyber Klusek                                                    | Robo-Rolly                                          |
| 46             | Stawka większa niż staw                                         | Splishing and Splashing                             |
|                |                                                                 |                                                     |
| 47             | Wirtualny Szczęściarz                                           | Virtual Lucky                                       |
|                |                                                                 |                                                     |
| 48             | Szczeniackie amory                                              | Cupid Pups                                          |
|                |                                                                 |                                                     |
| 49             | Jak kura pazurem                                                | The Artist Formerly Known as Spot                   |
| 49             | Super nos                                                       | The Nose Knows                                      |
|                |                                                                 |                                                     |
| 50             | Posucha na sucha karmę                                          | K Is For Kibble                                     |
|                |                                                                 |                                                     |
| 51             | Dobroczyńca roku                                                | Humanitarian of the Year                            |
|                |                                                                 |                                                     |
| 52             | Piekielna konkurencja                                           | Beauty Pageant Pandemonium                          |
| 52             | Nieproszone prosie                                              | Hog-Tied                                            |
|                |                                                                 |                                                     |
| 53             | Demoniczna rodzinka                                             | Coup DeVil                                          |
|                |                                                                 |                                                     |
| 54             | Zdemaskowanie maski                                             | Every Little Crooked Nanny                          |
| 54             | Nie głowa zdobi człowieka                                       | Cone Head                                           |
|                |                                                                 |                                                     |
| 55             | Telewizja nie kłamie                                            | Channels                                            |
| 55             | Nie-szczęściarz                                                 | Un-Lucky                                            |
|                |                                                                 |                                                     |
| 56             | Za kulisami                                                     | The Making Of...                                    |
|                |                                                                 |                                                     |
| 57             | Rasowy czempion                                                 | Best of Show                                        |
| 57             | Na lewo z prawem                                                | Walk on the Wild Side                               |
|                |                                                                 |                                                     |
| 58             | Kariera Nochala i Baryły                                        | Horace and Jasper's Big Career Move                 |
|                |                                                                 |                                                     |
| 59             | Mgliste wspomnienie                                             | DeVil-Age Elder                                     |
|                |                                                                 |                                                     |
| 60             | Jurassic Psiak                                                  | Jurassic Bark                                       |
| 60             | Kobieta zmienną jest                                            | My Fair Moochie                                     |
|                |                                                                 |                                                     |
| 61             | Afera chrupkowa                                                 | Dog Food Day Afternoon                              |
| 61             | Pieskie życie kury                                              | Spot's Fairy God-Chicken                            |
|                |                                                                 |                                                     |
| 62             | Mniejsze dobro z dwojga złego                                   | Good Neighbor Cruella                               |
| 62             | Gy niema psa, szczury harcują                                   | Animal House Party                                  |
|                |                                                                 |                                                     |
| 63             | Pieskie Wakacje, Część Pierwsza - Pogromcy Szos                 | Dalmatian Vacation, Part 1 – Road Warriors          |
|                |                                                                 |                                                     |
| 64             | Pieskie Wakacje, Część Druga - Przystanek Pustynia              | Dalmatian Vacation, Part 2 – Cross-Country Calamity |
|                |                                                                 |                                                     |
| 65             | Pieskie Wakacje, Część Trzecia - Roger i Anita - Para Znakomita | Dalmatian Vacation, Part 3 – Dearly Beloved         |
|                |                                                                 |                                                     |